# 大旱坑
大旱坑，是臺灣新竹縣關西鎮的一個傳統地域名稱，位於該鎮西北部。相較於今日行政區，其範圍大致為東平里不含最西部凸出部分。
本地區東北部屬於鳳山溪支流霄裡溪流域範圍，其餘屬於鳳山溪另一支流大東坑溪流域範圍。

## 歷史
台灣清治末期至日治初期，大旱坑地區為一街庄，稱為「大旱坑庄」，隸屬於竹北二堡。該庄北與大茅埔庄、打鐵坑庄、三洽水庄為鄰，東與銅鑼圈庄為鄰，南邊為水坑庄、石崗仔庄，西邊為老焿藔庄。
1901年（日治明治三十四年）11月，全台廢縣廳改設二十廳，該庄隸屬於新竹廳。1909年（明治四十二年）10月，合併二十廳為十二廳，該庄隸屬不變。1920年（大正九年），廢十二廳改設五州二廳，該庄改制為「大旱坑」大字，隸屬於新竹州中壢郡關西庄，大字下有「大旱坑」、「大東坑」、「小東坑」、「小北坑」、「南坑」小字名。1941年，關西庄升格為關西街。
戰後關西街改制為關西鎮，隸屬於新竹縣，大字亦改制為里。1950年桃、竹、苗分治，關西鎮隸屬不變。

## 交通
鄉道竹18線是水汴頭至六福村的道路，大致以西南—東北走向轉西北—東南走向再轉西南西—東北東走向經過大旱坑地區中南部，向西南轉南可前往老焿寮、水汴頭並止於縣道118號路口，向東北東可前往六福村東北側的新竹縣、桃園市邊界，附近並止於其與鄉道竹27線、桃21線形成的三叉路口。
鄉道竹18-1線是大東坑至大東坑尾的道路，也是本地區中北部的橫向連絡道路，其兩側端點皆為鄉道竹18線路口。

## 學校
- 太平國小